# Водењак (митологија)
Водењак или вођаној (рус. водяной) је, у словенској митологији, дух који борави у водама (у језерима, барама и вировитим рекама), најчешће поред воденица, и пролазнике стропоштава у воду да би их учинио својим слугама.
Водењаци потичу од душа утопљеника, поготово оних чија тела нису сахрањена. По другим веровањима, водењаци су душе злих, грешних људи, које по казни живе у води. Представе о демону воде су, у највећој мери развијене код Источних и Западних Словена, а мање код Јужних.
Обично се предстаља као: човек са канџама и дугим репом, покривен травом и маховином, или старац зелене косе и браде или као риба покривена муљем. Дању се одмара у раскошној палати испод воде, а свечери излази и напада купаче који се затекну на реци после заласка сунца. Непријатељски је расположен према људима, посебно мушкарцима, које одвлачи у воду да би их оженио својим кћерима или да би их учинио својим слугама. Често оштећује воденице, рибарске мреже и мостове. Да би га умилостивили, воденичари и рибари приносе му различите жртве – петла, кокошку или овцу. Жртвован му је и ухрањени коњ, који је с каменом око врата бацан у воду.
Водењаци живе у води коју никада не напуштају; ово се не односи на женске водењаке, русалке, које се тако називају једном годишње, када током русалне недеље излазе на овај свет, због чега их понекад мешају са вилама. И водењаци и русалке описују се са распуштеном и дугом косом, често зеленкасте или црвенкасте боје, због растиња којима је прекривена.
Из воде, најчешће покрај воденица и мостова где се највише пролази, водењаци вребају и маме људе како би их удавили. Тачно стотину водењака чини војску господара воде (он сам је стоти, односно први), а по причама свих словенских народа ова војска утопљеника најопаснија је за време олује, вероватно јер је тада најтеже приметити њихово приближавање кроз воду. Своје редове водењаци обнављају утапањем људи так што их прободу трозупцима или им заплићу ноге репом, бичем или букагијама и одвлаче их на дно како би служили Воденог духа, господара воде. Од обичног водењака човек би се и могао отргнути, али када је присутан онај стари, жртвама нема спаса.

## Веровања
Водењаци се сматрају злим бићима јер утапају људе, а на југу Србије се чак прети несташној деци укором: „Однео те водењак!“. Ипак, они ово не чине из обести. Водени дух, њихов господар, дави људе како би иг претворио у своје слуге; он брине о својим поданицима, који живе заједно са њим у његовој кристалној палати, дубоко под водом, а неке од њих и жени својим кћеркама, русалкама. По другој варијанти, он је окрутан господар, јер водењаци постају само од злих и грешних људи, који по казни „живе“ у води.
Трагове веровања у водењаке можемо приметити у многим културама света, а веровање многих народа да се не ваља огледати на реци или каквој другој великој води у непосредној вези је са овим митским бићима; када се човек огледа, онда је близу воде, па га водењаци, или Водени дух лично, могу повући у воду и удавити.
Иако су универзална митолошка бића, водењаци су најбоље и најјасније представљени у словенској, што наводи на закључак да би могло бити истине у теорији која претпоставља много већу старост словенских народа од оне коју тренутно признаје модерна историја. Камени рибарски тегови из Лепенског Вира у Србији, стари седам и по до осам и по хиљада година, у виду глава, чији је горњи део обојен у црвено, коришћени су у риболову на Дунаву. Изглед ових тегова јасно показује да су они, осим сидроликих алатки, и култни предмет; можда замењују жртву или указују на свештенство, или су једноставно средство да се „преваре“ водењаци, али у сваком случају требало је да омогуће праисторијским аласима да не постану њихове жртве.

## О митском бићу
То је опако и опасно божанство које живи у језерима, барама и рекама. Најчешће борави испод воденичног точка. Понекад се више њих окупи испод точка. Изглед Вођаноја се разликује од места до места. У неким крајевима има људско лице али несразмерно велике уши и шапе уместо руку, дугачке рогове, реп и очи које светле као жар. У другим крајевима, пак, такође личи на огромне људе прекривене травом и маховином. Може бити и потпуно црн, с исколаченим црвеним очима и дугачким носем. Има и оних који га замишљају као старца зелене косе и браде којем брада почиње да бели како Месец расте. Вођаноји су бесмртни, али се подмлађују и старе с месечевим менама. Пошто не воли људе, Вођаној вреба неопрезне да их увуче у воду. Дављеници постају његови робови у дубини његовог царства које представља кристална палата украшена златом и сребром.
Током дана, Вођаној остаје у својој палати, а ноћу излази и узбуркава воду правећи велику буку. Сваки купач који се нађе у води после заласка сунца је његов плен.